# کلمبیا (تنسی)
کلمبیا(به انگلیسی: Columbia) شهری در ایالت تنسی کشور ایالات متحده آمریکا است که جمعیت آن در سرشماری سال ۲۰۱۰ میلادی، ۳۴٬۶۸۱ نفر بوده‌است.